# Apeadeiro de Urgeiriça

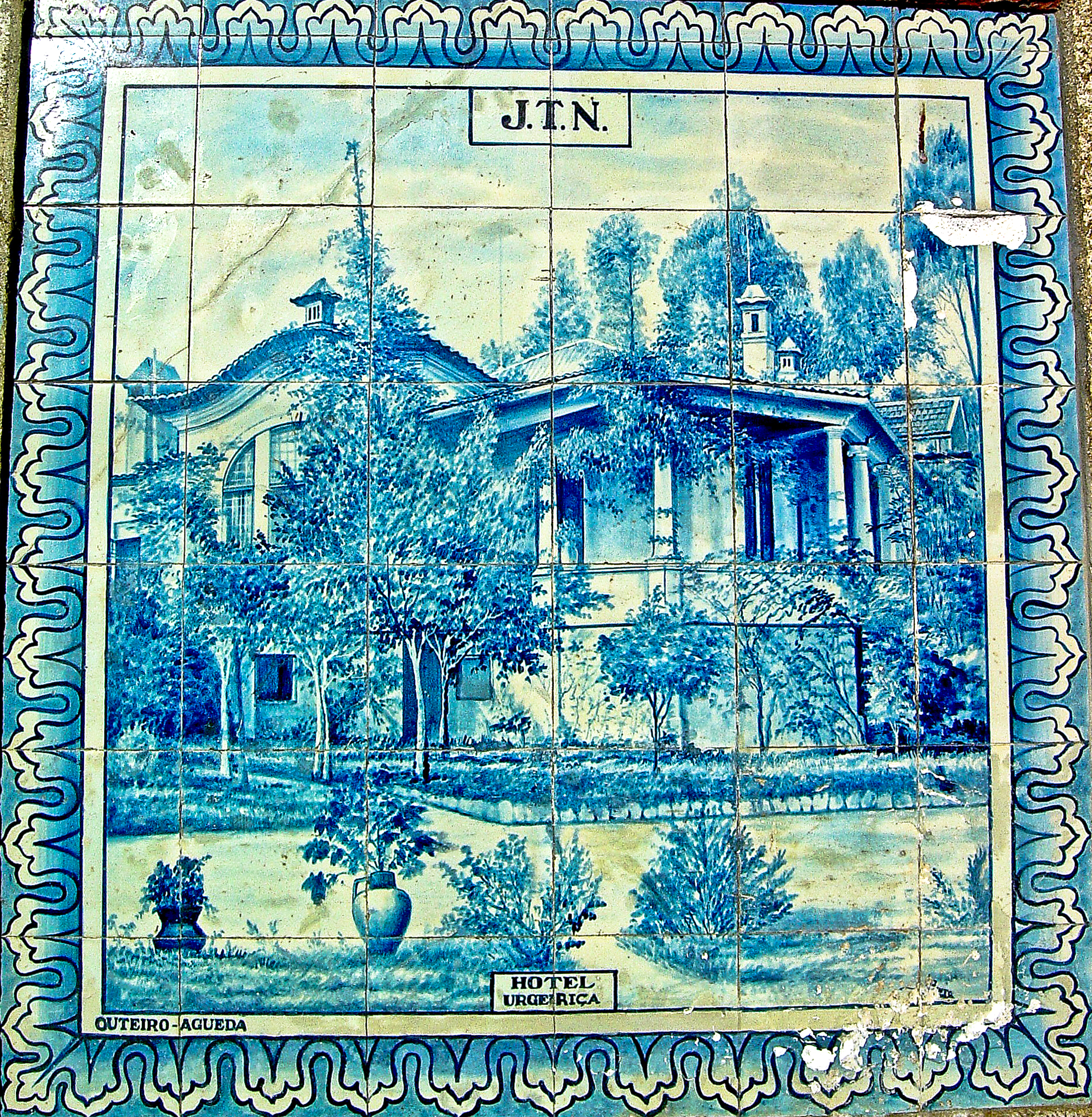
Painel azulejar na vizinha estação de Canas-Felgueira promovendo o Hotel da Urgeiriça, situado próximo bem próximo do apeadeiro de Urgeiriça entretando establecido.

O Apeadeiro de Urgeiriça foi uma gare da Linha da Beira Alta, que servia a localidade de Urgeiriça, no Distrito de Viseu, em Portugal. O abrigo de plataforma situava-se do lado nascente da via (lado direito do sentido ascendente, a Vilar Formoso).

## História
A Linha da Beira Alta foi inaugurada pela Companhia dos Caminhos de Ferro Portugueses da Beira Alta em 1 de Julho de 1883. Urgeiriça não constava entre as estações e apeadeiros existentes na linha à data de inauguração, porém, nem dos horários de 1913, tendo este interface sido criado posteriormente, antes de 1985. Este apeadeiro foi extinto após 2010.